# Luftangriff auf Schleiz
Am 8. April 1945 flogen 25 Kampfflugzeuge der 9th Air Force einen Angriff auf die Innenstadt von Schleiz in Südostthüringen. Sie warfen dabei 500 Sprengbomben ab, die 51 Gebäude zerstörten und 109 beschädigten. Darunter befanden sich das Residenzschloss und die Stadtkirche St. Georg. Über 200 Menschen starben, unter ihnen viele Kinder und Jugendliche.

## Schleiz

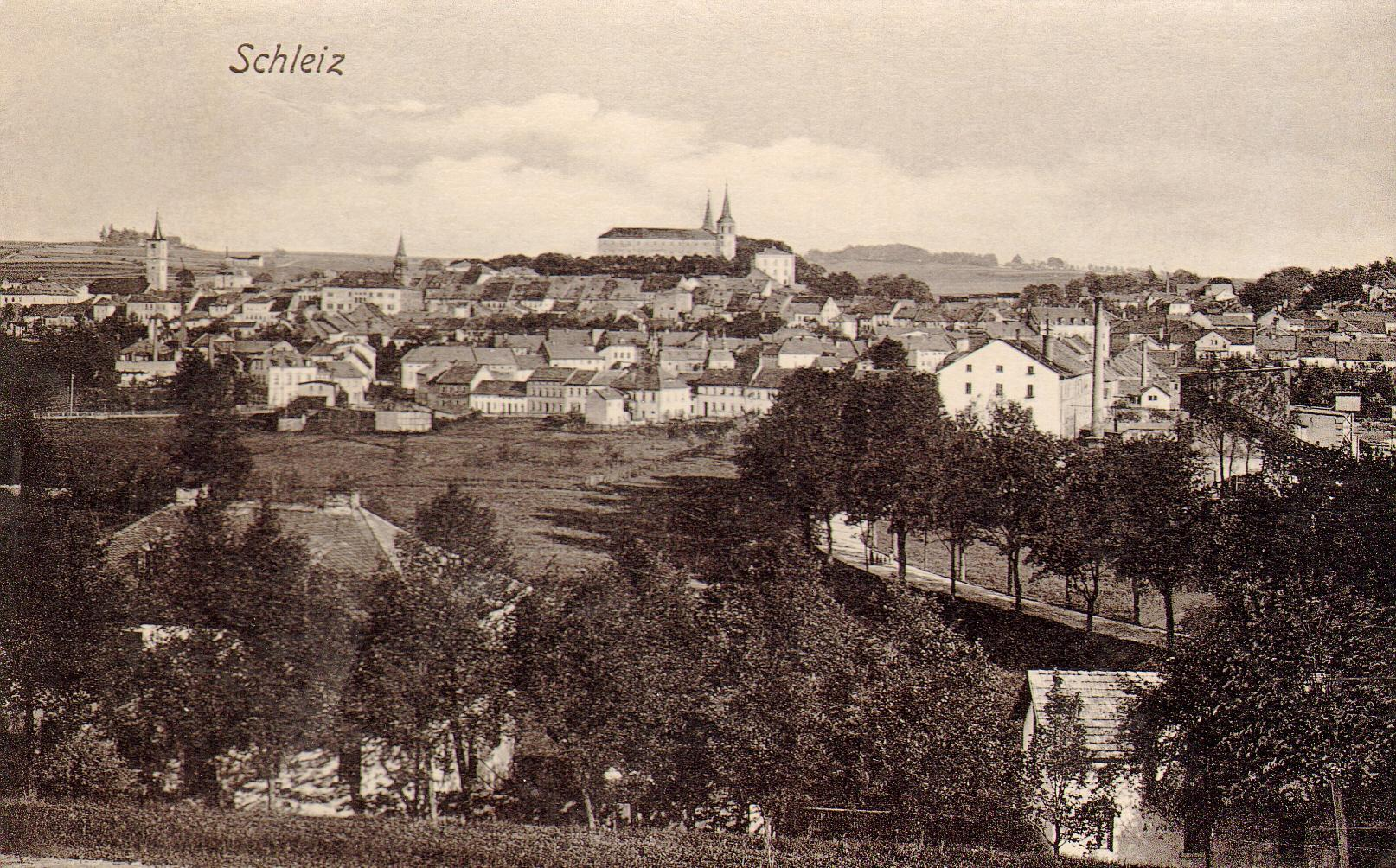
Schleiz 1908 mit Schloss als Stadtkrone

Schleiz als frühere Residenz der Fürsten Reuß jüngerer Linie war Kreis-, Beamten- und Schulstadt. Es hatte keine Garnison oder kriegswichtige Betriebe. Die Kleinstadt hatte 1939 6.500 Einwohner. Anfang April 1945, zum Zeitpunkt des Bombardements, waren es deutlich mehr durch Luftkriegsevakuierte aus Westdeutschland, Flüchtlinge aus den Ostgebieten und Fremdarbeiter. Von 1943 bis Ende Februar 1945 (für die Zeit danach gibt es keine Unterlagen) war in Schleiz 179 mal Fliegeralarm ausgelöst worden, in der Regel wegen Überflügen. In den Luftschutz waren neben den Luftschutzkellern auch die unter Schleiz vorhandenen Tiefenkeller, die Höhler einbezogen worden, die untereinander verbunden wurden. Unter dem Schloss war der Alte Weinkeller zum Luftschutzraum ausgebaut worden.

## Der Angriff im Einzelnen
Am Sonntag, dem 8. April 1945, stiegen morgens von ihren Basen in Nordfrankreich 155 zweimotorige Kampfflugzeuge der Typen Havoc und Invader der 9th Air Force auf, um als Primärziel die Treibstofflager in Münchenbernsdorf (Südostthüringen) – nach Sicht – zu zerstören. Die lodernden Feuer und der dichte, schwere Qualm durch den Abwurf von 145 Tonnen Sprengstoff durch die ersten 123 Kampfflugzeuge waren so intensiv, dass 32 der folgenden Maschinen das für diesen Fall befohlene Zweitziel Schleiz ansteuerten. Sieben von ihnen fanden Schleiz nicht und klinkten ihre Bombenlast stattdessen über Pößneck aus.
25 Kampfflugzeuge der 409th Bombardment Group erreichten den Zielort Schleiz und warfen am 8. April, von 10.21 bis 10.31 Uhr (Luftalarm um 9.20 Uhr) bei bester Erdsicht aus 2.500 bis 2.900 Metern Höhe in mehreren Wellen ihre Bombenlast über der Innenstadt ab: 500 GP-(General Purpose) Bomben zu je 150 US-Pfund, entsprechend 34 Tonnen. Die Besatzungen meldeten viele Voll- und Nah-Treffer, der Bombardierungserfolg wurde von der Führung als „excellent“ und „superior“ eingestuft.
Alle an den Angriffen auf Münchenbernsdorf, Schleiz und Pößneck beteiligten US-Bomber landeten wieder sicher auf ihren Plätzen.

### Die Zerstörungen

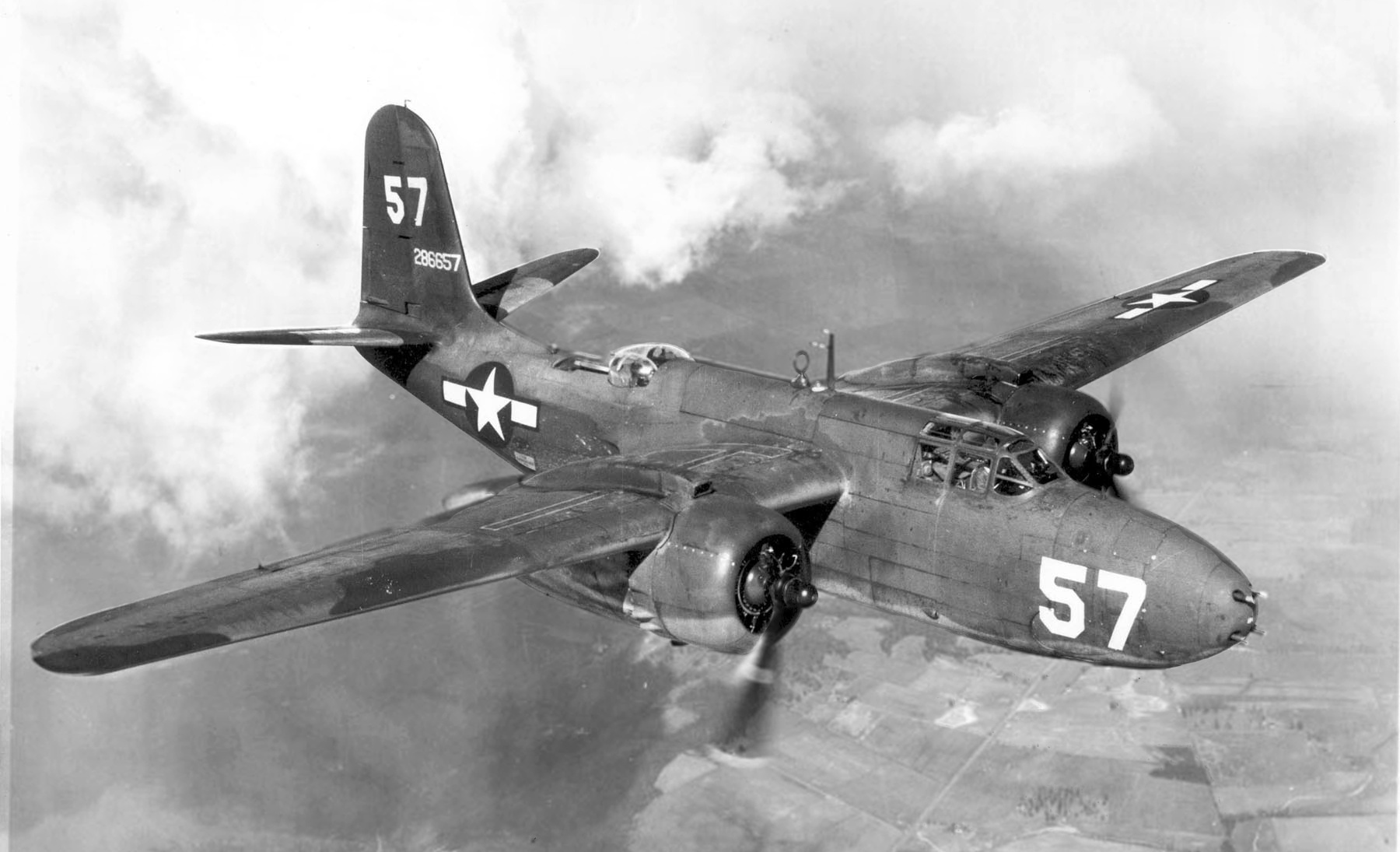
US-Kampfflugzeug Havoc („Verwüster“)

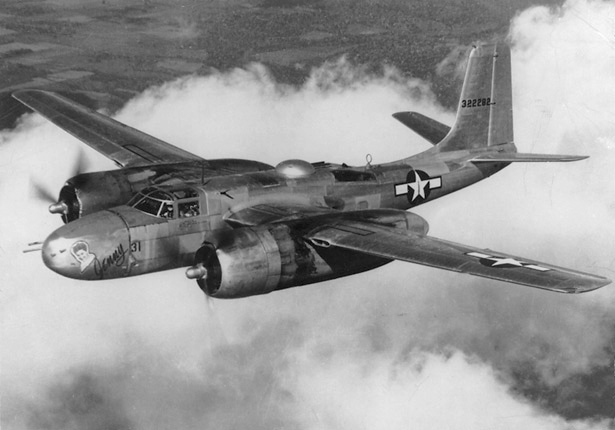
US-Kampfflugzeug Invader („Eindringling“)

Bei dem Bombenangriff auf Schleiz erlitten 51 Gebäude Totalschaden, 54 wurde schwer und 55 leichter beschädigt. 800 Einwohner von Schleiz und 2.000 Flüchtlinge wurden obdachlos. Der materielle Schaden wurde auf 2,5 Millionen Reichsmark geschätzt. Es gingen nicht nur Wohnhäuser, öffentliche Gebäude, Geschäfts- und Erwerbsbetriebe, sondern auch Kulturbauten verloren oder wurden beschädigt.
Einer der drei Bombenteppiche traf das Schloss, den Marstall mit den beiden Nebengebäuden, das benachbarte Turnerheim und die Elisenstraße. Der zweite Bombenteppich traf die Stadtkirche und ihre Umgebung. Der dritte fiel in die Gegend des Amtsgerichts und des Hotels „Goldene Sonne“.
Getroffen wurden:
- Die „(Große) Erholung“ am Oschitzer Weg, ein früheres Gesellschaftshaus, das zum Zeitpunkt der Bombardierung Flüchtlingslager war und einen Kindergarten beherbergte. Das Haus wurde nicht wiederaufgebaut.

- Das „Wisentahaus“ von 1935 (als Landwirtschaftsschule geplant, von der NSDAP-Kreisleitung genutzt) wurde beschädigt (später wiederaufgebaut), die benachbarte „Wisentahalle“ mitsamt der dort ansässigen NSDAP-Parteizentrale zerstört (nicht wiederaufgebaut).

- Das Amtsgericht von 1863 und das dahinter gelegene Gefangenenhaus (Untersuchungsgefangene) wurden zerstört und später abgerissen.

- Häuser um die „Bauchs Kreuzung“ wurden zerstört oder beschädigt, die Straßen blieben jedoch passierfähig.

- Das Hotel „Goldene Sonne“ (Goethe war hier Gast) in der Schmiedestraße erlitt im Mittelteil einen Volltreffer bis in den Kellerbereich. Im Hotel waren seit einigen Tagen Düsseldorfer Jungen einquartiert (21 Tote), die im Rahmen der Erweiterten Kinderlandverschickung (KLV) aus westdeutschen Luftkriegsgebieten bis dahin im Schloss Burgk untergebracht waren. Die Hotelruine wurde 1947 abgerissen.

- Häuser gegenüber dem Hotel „Goldene Sonne“ wurden zerstört oder beschädigt, darunter die Alte Post und die Bäckerei Bernstein. Weiterhin das Haus "Foto Schilling".

- Mehrere Häuser (erbaut von 1900 bis 1905) mit schönen Fassaden auf der Westseite des Neumarkts wurden zerstört.

- Die Alte Münze am Neumarkt (1678–1681), reußische Münzstätte, ein Renaissance-Bau, erlitt erhebliche Zerstörung der rückwärtigen Teile durch Bombeneinwirkung. Sie war so stark beschädigt, dass sie abgerissen werden sollte. „Dem beherzten Einsatz verantwortungsbewusster Bürger verdanken wir, dass die Alte Münze heute noch steht“.[3] Sie wurde 1946 wiederaufgebaut.

- Die Brunnengasse wurde stark in Mitleidenschaft gezogen, viele Häuser der (vom Neumarkt gesehen) linken Seite zerstört.

- „Am 8. April 1945 verlor Schleiz mit dem Schloss seine Krone“.[4] Das frühere Residenzschloss enthielt zum Zeitpunkt der Bombardierung 17 Wohnungen und bedeutende historische Räume (Weißer Saal) und Sammlungen. Der Alte Weinkeller mit den anschließenden Höhlern war zum Luftschutzkeller ausgebaut worden. Das Schloss, ausgehend vom besonders betroffenen Nordflügel, brannte als Folge des Bombardements über drei Tage lang aus. Das Feuer konnte nicht gelöscht werden, da die Hauptwasserleitung bei dem Angriff zerstört worden war. Verloren gingen das bedeutende Fürstliche Hausarchiv, die Bibliothek (über 50.000 Bände), die Waffensammlung, die Münz- und Ordensammlung, wertvolle Kunstgegenstände (darunter die bekannten Gobelins) aus Schloss Osterstein in Gera, die hierher vor dem Luftkrieg evakuiert worden waren, das Heimatmuseum „Oberland“, Teile des Stadtarchivs (25–30 %) und die Schlosskirche (Dreifaltigkeitskirche). Im April 1950 begann der Abriss der Ruinen. „Die geplante Sprengung der (ausgebrannten) Türme konnte von verantwortungsbewussten Schleizer Bürgern verhindert werden“.[5] Die Turmruinen wurden erst 1993 nach der „Wende“ gesichert und erhielten wieder Spitzhauben in der alten Form.

- Der ehemalige Marstall unterhalb des Schlosses wurde teilweise zerstört, das danebenliegende Turnerheim vollständig.

- Das Parkheim im Stadtpark erhielt einen Treffer. „Bei den folgenden Reparaturarbeiten verlor es einen Teil seines Charmes“.

- Die Schlossgasse (unterhalb des Marstalls) wurde getroffen.

- Die Elisenstraße war über hunderte von Jahren „eine der Schleizer Lebensadern“. Sie erlitt erhebliche Zerstörungen und Beschädigungen ihrer Bausubstanz, auch durch spätere Abrisse. Die Nordseite ist völlig verschwunden bzw. durch Neubauten ersetzt.

- Die Stadtkirche St. Georg erlitt schwere Zerstörungen, unter anderem wurden das Schiffs- und Emporengewölbe vernichtet, sowie die Ausstattung (Kanzel von 1822) und das bedeutende Altarwerk, erst 1936–1939 restauriert. Der Wiederaufbau in alter Form dauerte bis 1952, das Altarwerk wurde 1954–1959 restauriert.

- Häuser in der Umgebung der Stadtkirche waren besonders betroffen.

- Der Bahnhof selber wurde verfehlt, in seiner Umgebung gab es aber Häuserschäden.

Wenn nicht sieben Havoc-Kampfflugzeuge das „Sekundärziel“ Schleiz verfehlt und stattdessen ihre Bombenlast von 9,5 Tonnen auf Pößneck abgeworfen hätten, wäre der in Schleiz angerichtete Schaden wohl noch größer gewesen.

### Dokumentation der Schäden
Im Juni 1945 erhielt der Fotograf Richard Schilling von der US-Kommandantur den Auftrag, die Bombenschäden in Schleiz zu Dokumentationszwecken zu fotografieren. Unter Aufsicht eines Militärpolizisten fertigte er über 40 Fotos an. Der Bürgermeister Felix Seyfferth (im Amt von 1912 bis 1945) erlangte die Zustimmung der Amerikaner zum Verbleib der Negative in Schleiz. So konnten Bilder der Zerstörungen veröffentlicht werden.

### Die Todesopfer
„Die Stadt Schleiz erschütterte das schlimmste Schicksal ihrer ganzen Geschichte am Vormittag des 8. April 1945. Keiner der Stadtbrände über hunderte Jahre zuvor, kein anderes Ereignis forderte in Schleiz jemals so viele Opfer …“.
Nach Juergen K. Klimpke, ehemaliger Bürgermeister und Vorsitzender des Schleizer Heimat- und Geschichtsvereins, laut einer offiziellen Festschrift zur 750-Jahr-Feier von Schleiz aus dem Jahre 1982 und laut der Stadtgeschichte im Internet hat der Luftangriff vom 8. April 1945 über 200 Todesopfer gefordert. Der diesbezügliche Text auf einer in den Boden des Neumarkts eingelassenen Tafel lautet: „II. Weltkrieg. 8. April 1945 Bombardierung der Stadt durch die Luftwaffe der USA, über 200 Menschen starben, das Schloss und 150 Gebäude wurden zerstört“. Für die Reduzierung der Zahl auf 105 oder „rund 100“ Tote in anderen Quellen fehlt eine Begründung.
Unter den Opfern befanden sich viele Kinder und Jugendliche. Alleine bei dem Volltreffer auf das Hotel „Goldene Sonne“ starben 21 Düsseldorfer Jungen, Gymnasiasten, die dort einige Tage zuvor aus einem KLV-Lager auf Schloss Burgk einquartiert worden waren. Bei der Bombardierung des Turnerheims kamen Hitlerjungen aus Berlin ums Leben, die dort als „Panzernahkampf-Brigade“ untergekommen waren. Schleizer Hitlerjungen starben im Amtsgericht und im Gefangenenhaus, wo sie mit Waffeneinlagerungen beauftragt waren. Im Schloss erreichten nicht mehr alle Bewohner und dort im Gelände übende Volkssturmangehörige den schützenden Alten Weinkeller. Da der Luftangriff durch Kampfflugzeuge sehr schnell kam und die Einwohner bereits Fliegeralarme ohne Bombenwürfe gewohnt waren, mögen einige zu spät die Schutzräume aufgesucht haben. Man rechnete nicht damit, dass die militärisch unbedeutende kleine Stadt angegriffen würde.

## Nach dem Angriff vom 8. April
Sofort nach dem Angriff begannen die Rettungs- und Bergungsarbeiten von verletzten und toten Opfern des Angriffs. Die Löscharbeiten, besonders im Schlossbereich wurden dadurch erschwert oder unmöglich gemacht, dass die Hauptwasserleitung durch Bomben getroffen worden war. Es musste auf hochgepumptes Wasser aus der Wisenta zurückgegriffen werden. Die Schleizer Feuerwehr wurde durch die Wehren aus Tanna, Gefell, Hirschberg und Bad Lobenstein unterstützt. Eine durchziehende Einheit aus (dem bereits amerikanisch besetzten) Gotha half. Fast alle 16 Fahrzeuge der Eisenacher Berufsfeuerwehr, die in Schlossnähe parkten, waren bei dem Luftangriff vernichtet oder beschädigt worden (Eisenach war bereits von US-Truppen besetzt). Die Straßen waren freizuräumen, Bombenkrater aufzufüllen und Blindgänger zu entschärfen.
Die Toten wurden am 12. April in einem Gemeinschaftsgrab auf dem Bergkirchen-Friedhof beigesetzt. Der NSDAP-Kreisleiter hielt die Trauerrede, evangelische und katholische Geistliche waren anwesend.
Am 12. und 13. April gab es ganztägig Fliegeralarm. Am 14. April waren Artilleriefeuer und die Sprengungen von insgesamt 15 Brücken zu hören.
Am 15. April ertönte ab 13.30 Uhr „Feindalarm“. Von Ziegenrück kommende US-Einheiten bezogen Stellung bei der Bergkirche, die durch Beschuss beschädigt worden war. Von 14.30 bis 18.30 Uhr wurde Schleiz von US-Panzern beschossen. Dadurch entstanden weitere Schäden an zahlreichen Häusern: am Nikolaiplatz, der Teich- und Bahnhofstraße, der Hindenburgstraße (Oschitzer Straße) und Oberen Schütt. Die Stadt war teilweise ohne Wasser und Strom.
Am 19. April durchsuchte US-Militärpolizei jedes Haus nach Waffen. Während dieser Razzia mit Ausschreitungen der Bewohner (Fremdarbeiter) begann es in der „Bürgererholung“, Brunnengasse Ausgang zum Neumarkt, zu brennen. Das große Gebäude brannte völlig aus. Brandstiftung wurde für möglich gehalten. Bei der „Bürgererholung“ handelte es sich um einen stattlichen zweieinhalbgeschossigen Bau des späten 18. Jahrhunderts, mit zwölfachsiger Fassade und sechsachsigem, von einem Dreieckgiebel abgeschlossenem Mittelrisalit.

## Begräbnis- und Gedenkstätte

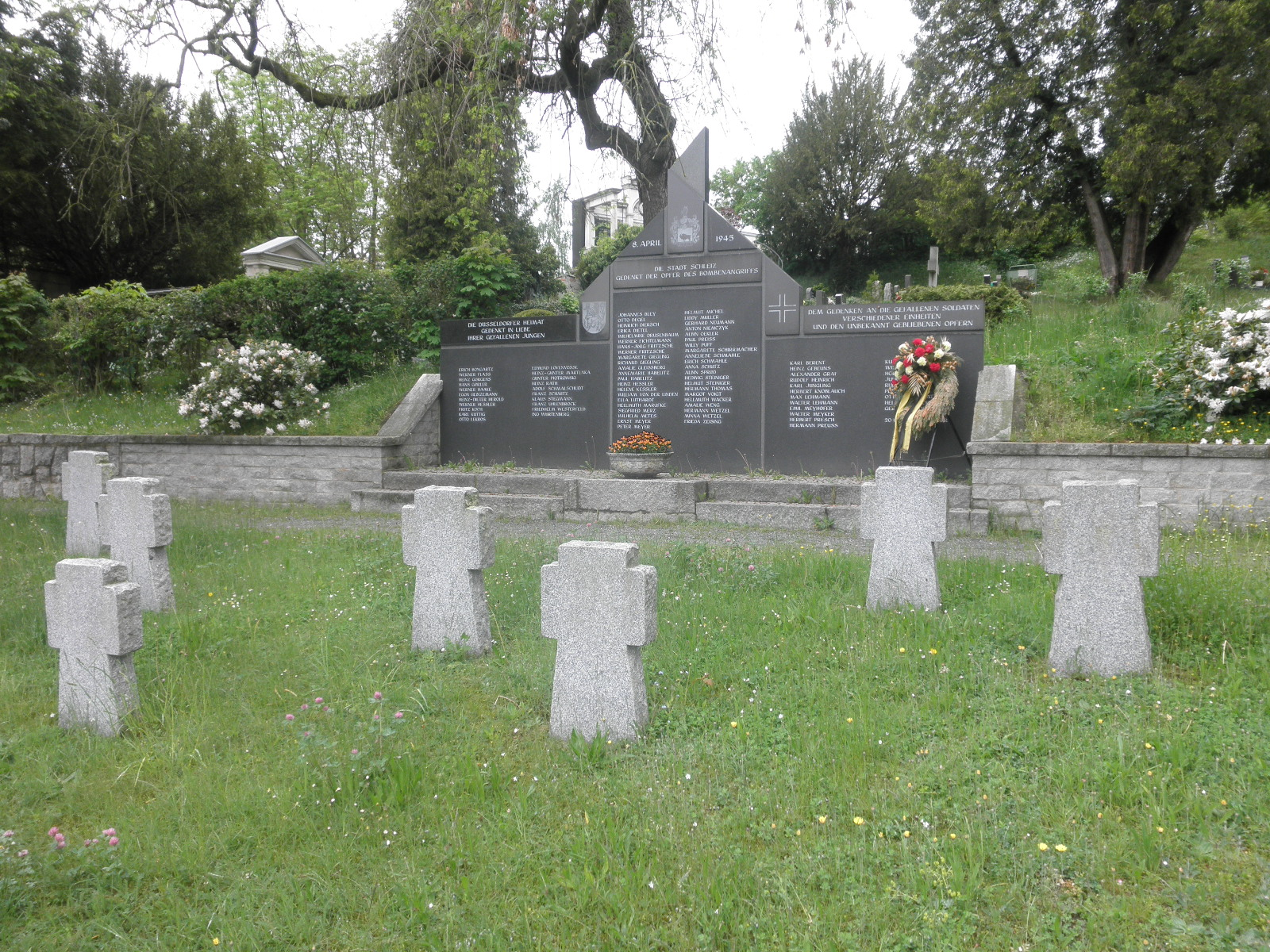
Kriegsgräberstätte auf dem Bergkirchen-Friedhof in Schleiz

Viele Tote des Luftangriffs wurden am 12. April 1945 auf einem gemeinsamen Gräberfeld auf dem Bergkirchen-Friedhof Schleiz beigesetzt, die anderen auf Familiengrabstätten oder außerhalb. Seit 1994 stehen auf diesem Gelände neun Symbolkreuze nach Art des Volksbundes Deutsche Kriegsgräberfürsorge und ein Denkmal. Dieses zeigt in der Mitte unter der Überschrift „8. April 1945. Die Stadt Schleiz gedenkt der Opfer des Bombenangriffs“ die Namen von 43 Toten. Auf der linken Seite stehen unter dem Schriftzug „Die Düsseldorfer Heimat gedenkt in Liebe ihrer gefallenen Jungen“ die Namen der bei dem Bombenangriff im Hotel Goldene Sonne ums Leben gekommenen 21 Gymnasiasten aus Düsseldorf. Auf der rechten Seite finden sich unter der Überschrift „Dem Gedenken an die gefallenen Soldaten verschiedener Einheiten und den unbekannt gebliebenen Opfern“ 20 Namen und darunter der Satz „20 unbekannte Opfer“. Demnach wurden auf diesem Gräberfeld 104 Kriegsopfer beigesetzt.

## Bilder

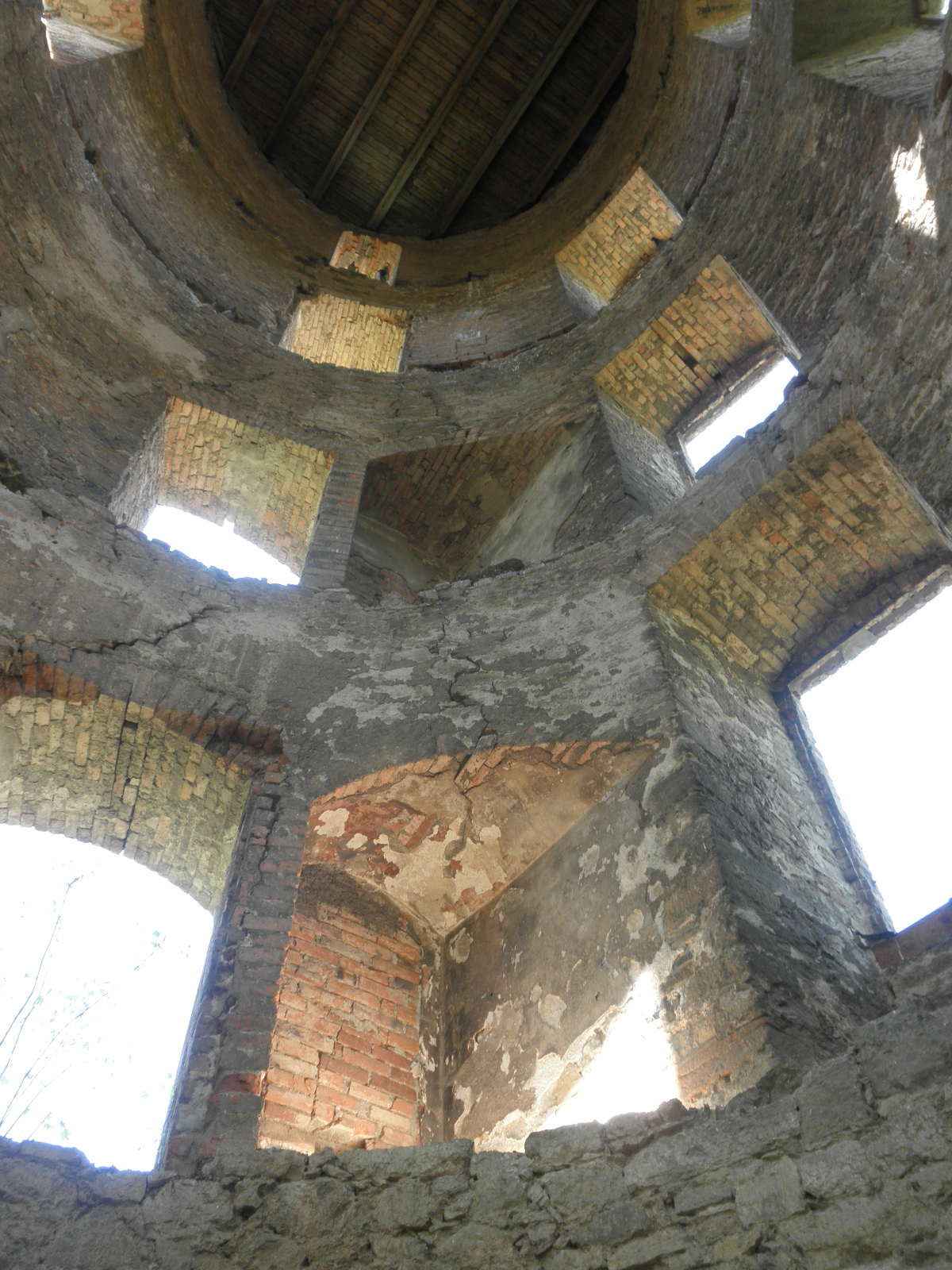
Turmruine des früheren Schlosses (2016)
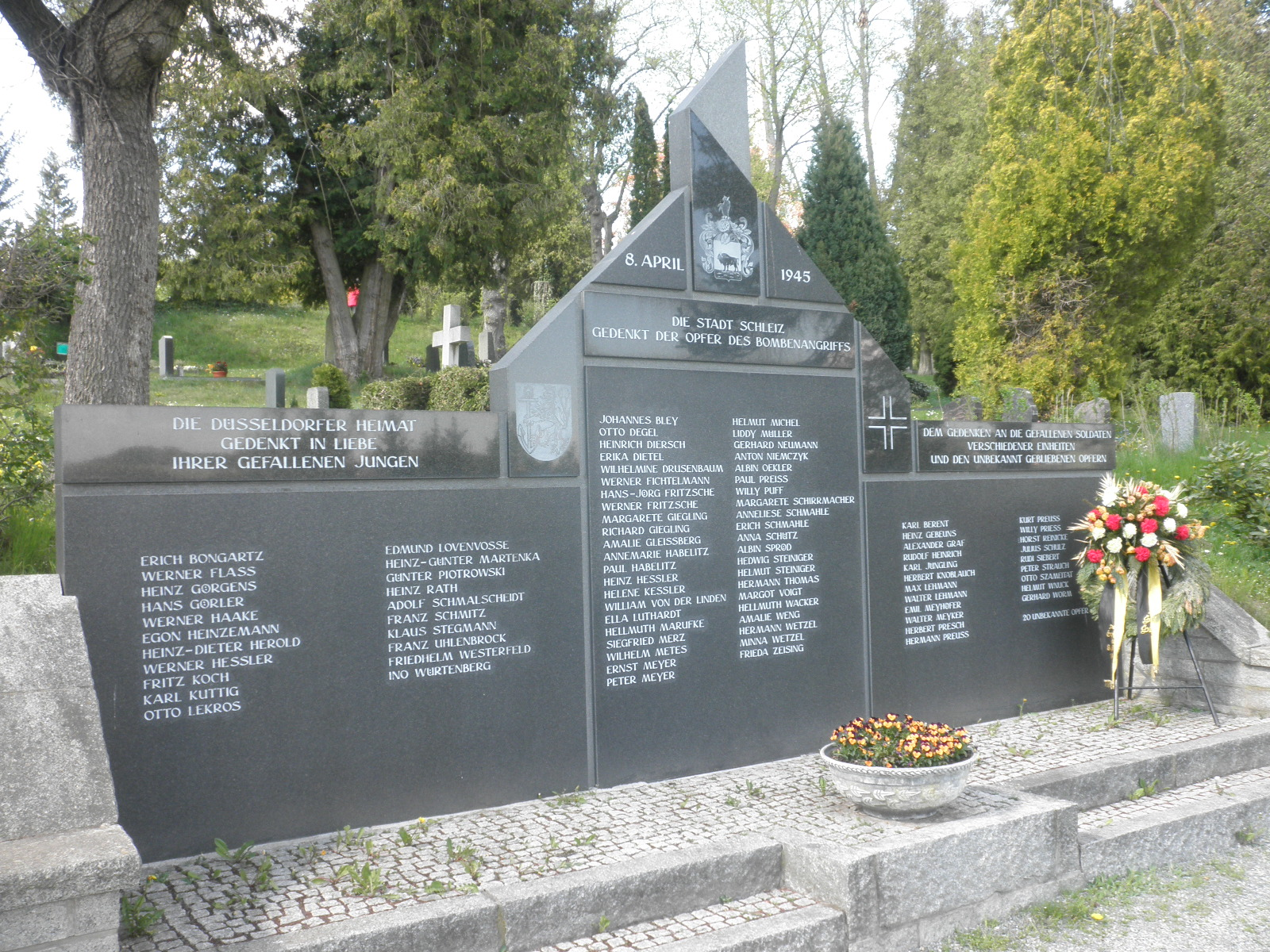
Kriegsgräberstätte auf Bergkirchen-Friedhof
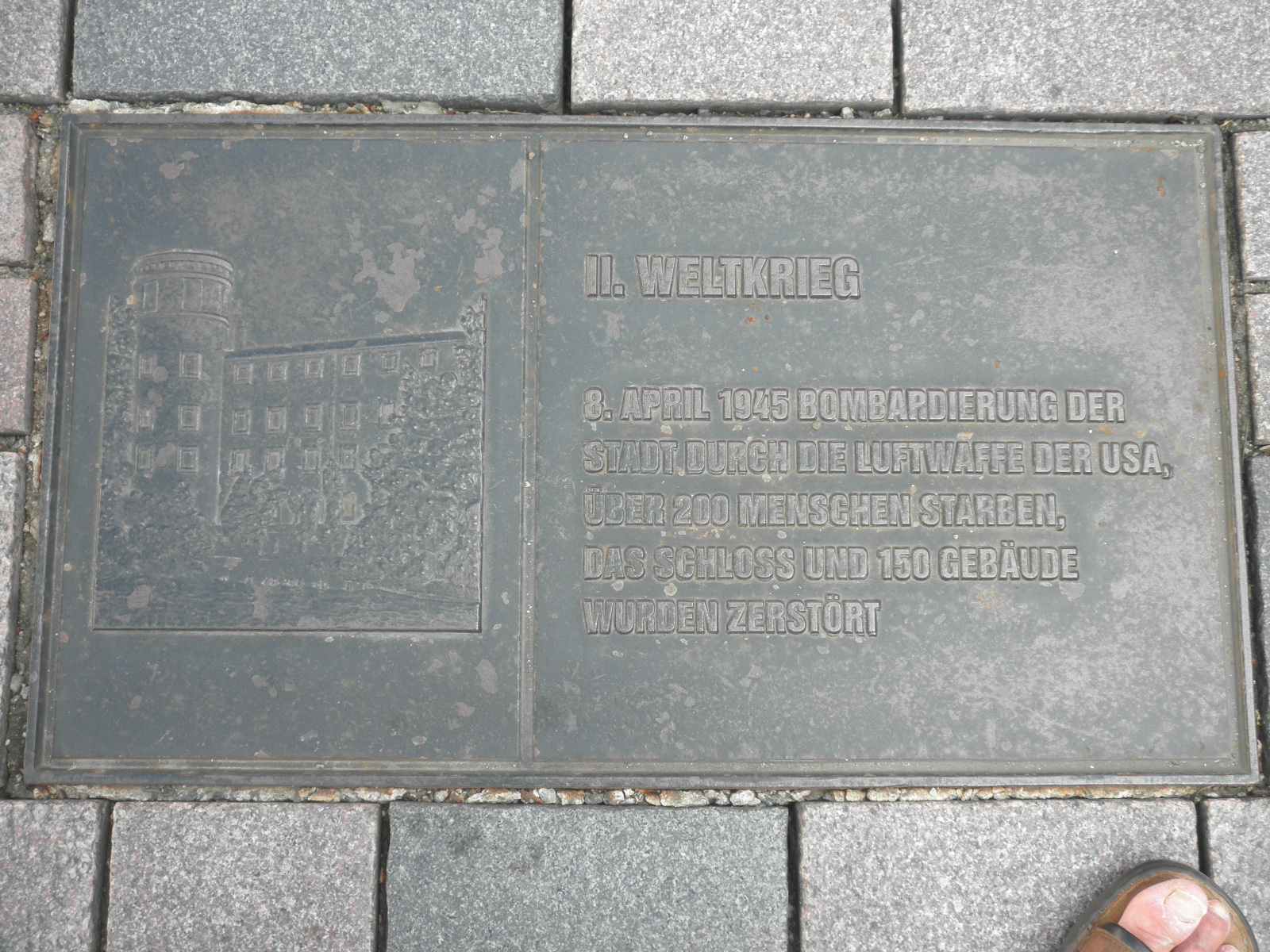
Tafel auf dem Neumarkt: Über 200 Tote bei Luftangriff am 8. April 1945
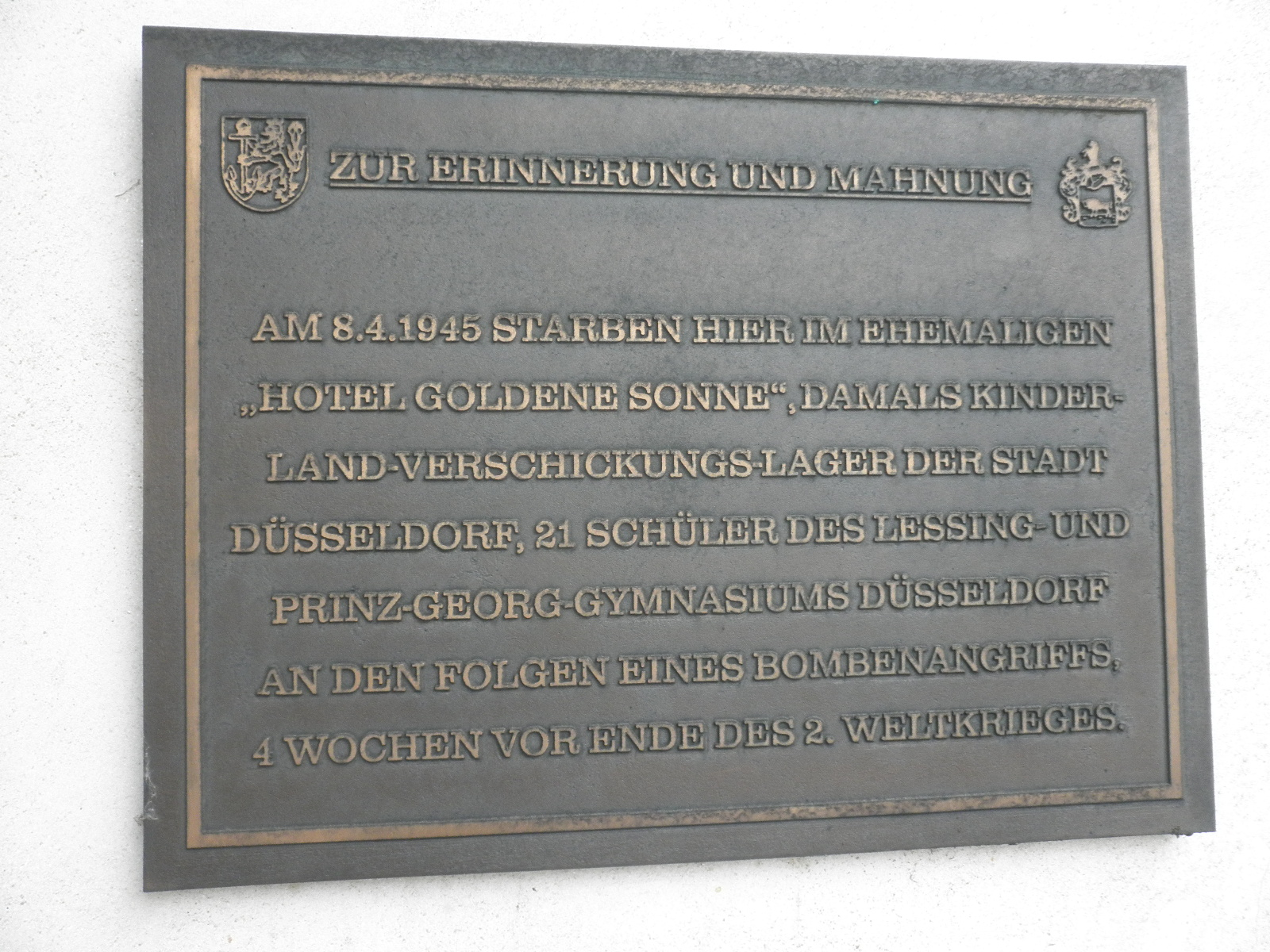
Tafel am Atrium: 21 tote Düsseldorfer Jungen am 8. April 1945
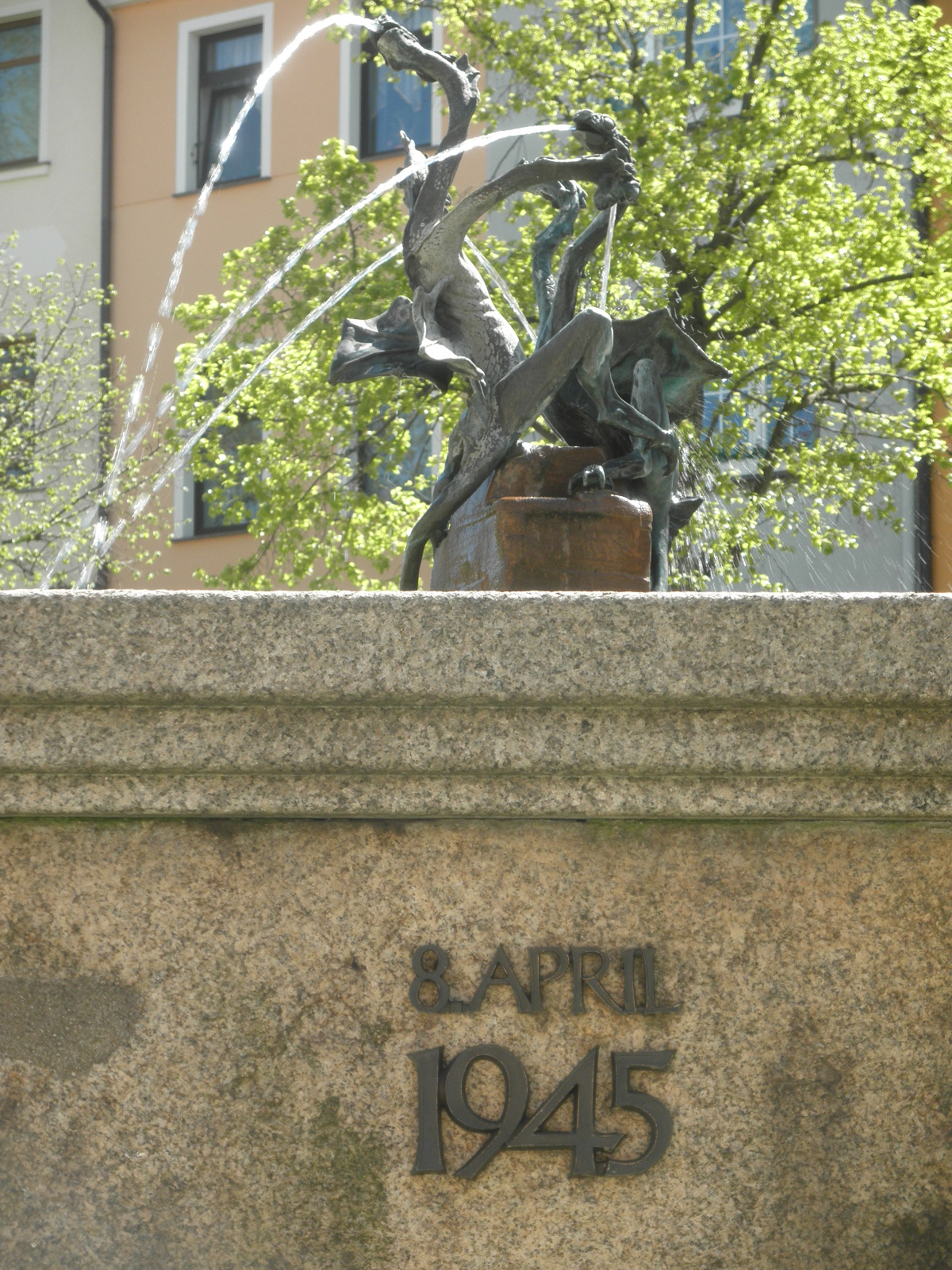
Drachenbrunnen mit Erinnerung: Stadtbrand am 8. April 1945